# 纓紅點鮭
纓紅點鮭為輻鰭魚綱鮭形目鮭科的其中一種，為溫帶淡水魚，被IUCN列為易危保育類動物，分布於歐洲愛爾蘭的Coomasaharn湖流域，體長可達20公分，棲息在底中層水域，以浮游動物為食，繁殖期在11至12月，生活習性不明。